# The Lady Who Dared
Pour plus de détails, voir Fiche technique et Distribution.
The Lady Who Dared est un film américain réalisé par William Beaudine, sorti en 1931.

## Synopsis
Un maître-chanteur se procure des photos compromettantes de la femme d'un diplomate, mais il finit par en tomber amoureux.

## Fiche technique
- Titre : The Lady Who Dared
- Réalisation : William Beaudine
- Assistant-réalisateur : James Dunne
- Second assistant-réalisateur : Louis Marlowe
- Scénario : Forrest Halsey, Kenneth J. Saunders, Kathryn Scola
- Photographie : Tony Gaudio
- Montage : LeRoy Stone
- Musique : Alois Reiser[1]
- Directeur musical : Leo F. Forbstein
- Direction artistique : Anton Grot
- Société de production : First National Pictures
- Société de distribution : Warner Bros. Pictures, Inc.
- Pays d'origine :  États-Unis
- Langue : Anglais américain
- Format : Noir et blanc — 35 mm — 1,37:1 — Son : Mono (Western Electric Apparatus, Vitaphone)
- Genre : Film dramatique
- Durée : 55 minutes
- Date de sortie : 
  - États-Unis : 29 mai 1931

## Distribution
- Billie Dove : Margaret Townsend
- Sidney Blackmer : Charles Townsend
- Conway Tearle : Jack Norton
- Judith Vosselli : Julianne Boone-Fleming
- Cosmo Kyrle Bellew : Seton Boone-Fleming
- Ivan F. Simpson : Butler
- Mathilde Comont : Chambermaid
- Lloyd Ingraham : Farrell